# تقویم گوگل
تقویم گوگل (به انگلیسی: Google Calendar) نام نرم‌افزاری برای مدیرت زمان آزاد کاربران است که توسط شرکت گوگل عرضه شد. این نرم‌افزار در ۱۳ آوریل ۲۰۰۶ عرضه شد.. در ژوئیه ۲۰۰۹ و ارائه نسخه بتا، کاربران این نرم‌افزار، برای استفاده از آن، ملزم به ساخت حساب کاربری برای استفاده از نرم‌افزار و ویژگی‌های جدید آن شدند.

## تعطیلات رسمی ایران
گوگل در وبلاگ رسمی خود اعلام کرد که تعطیلات رسمی ایران را به مجموعه تقویم گوگل افزوده‌است.. برای دسترسی به این تقویم، با استفاده از نماد چرخ دنده بالای صفحه تقویم به «تنظیمات تقویم» (Calendar Settings) بروید. بر روی برگه «تقویم‌ها» (Calendars) کلیک کنید، سپس بر روی «مرور تقویم‌های جالب» (Browse interesting calendars) کلیک کنید. به جستجوی «تعطیلات ایرانیان» (Iranian Holidays) در برگه تعطیلات بپردازید. می‌توانید از پیوند «اشتراک» (Subscribe) نمایش‌داده‌شده در جلوی «تعطیلات ایرانیان» (Iranian Holidays) برای نشان دادن تعطیلات در تقویم خود استفاده کنید. البته توجه نمایید که این تقویم در سال ۱۳۹۵ تعطیلات رسمی مذهبی ایران را با یک روز تأخیر نشان می‌دهد. هنگامی که در تقویم مشترک می‌شوید، گزینه لغو اشتراک (Unsubscribe) را خواهید داشت.

## گاه‌شمار هجری خورشیدی
گوگل در تاریخ ۷ بهمن ۱۳۹۲ اعلام کرد گاه‌شمار هجری خورشیدی را به تنظمیات گاه‌شمار گوگل افزوده‌است و کاربران می‌توانند همزمان با تقویم میلادی تقویم هجری خورشیدی (جلالی) را نیز مشاهده کنند.